# Cephalaria isaurica
Cephalaria isaurica är en tvåhjärtbladig växtart som beskrevs av Henry John Matthews. Cephalaria isaurica ingår i släktet jätteväddar, och familjen Dipsacaceae. Inga underarter finns listade i Catalogue of Life.